# Fegyverneki Gazdasági Vasút
A Fegyverneki Gazdasági Vasutat az 1949-ben indult első ötéves terv keretében építették. Elsősorban mezőgazdasági terményeket, gabonát, lisztet szállítottak rajta. 1960-ban vette át a MÁV. 1970. december 30-án zárták be. A járműveket Lillafüredre, a LÁEV kisvasúthoz szállították.

## Külső hivatkozások
- A Fegyverneki GV. vázlatos története PDF In: KBK Füzetek, 2004/2. szám.
- Szikszai Mihály: A fegyverneki gazdasági vasút. Adalékok a Fegyvernek-Tiszabői Keskenynyomközű Gazdasági Vasút történetéhez. In: Múzeumi levelek, 1992/69-70. szám, 97-102. o. Damjanich János Múzeum, Szolnok.